# Ewald da Silva Possolo
Ewald da Silva Possolo (Rio de Janeiro, 15 de outubro de 1898 — ?, 28 de agosto de 1958]]) foi um político brasileiro. Exerceu o mandato de deputado classista constituinte em 1934.